# Linophryne algibarbata
Linophryne algibarbata är en fiskart som beskrevs av Waterman, 1939. Linophryne algibarbata ingår i släktet Linophryne och familjen Linophrynidae. Inga underarter finns listade i Catalogue of Life.